# 小行星6923
小行星6923（6923 Borzacchini）是一颗绕太阳运转的小行星，为主小行星带小行星。该小行星于1993年9月16日发现。

## 轨道参数
小行星6923的轨道半长轴为2.9917083 UA，离心率为0.080。